# Марково (Новосибирская область)
Марково — деревня в Куйбышевском районе Новосибирской области. Входит в состав Октябрьского сельсовета.

## География
Площадь деревни — 29 гектаров.

## История
Основана в 1700 г. В 1926 году состояла из 76 хозяйств, основное население — русские. В составе Овечкинского сельсовета Барабинского района Барабинского округа Сибирского края.

## Население
| 1926 | 2002 | 2007 | 2010 |
| ---- | ---- | ---- | ---- |
| 363  | ↘60  | ↘44  | ↘21  |

## Инфраструктура
В деревне по данным на 2007 год функционирует 1 учреждение здравоохранения.